# Real Club de Yates Danés
El Real Club de Yates Danés (Kongelig Dansk Yachtklub en Idioma danés y oficialmente) es un club náutico con sede en el parque de Tuborg, Hellerup, e instalaciones en Rungsted y Skovshoved (Dinamarca).

## Historia
Fue fundado el 3 de julio de 1866 con el nombre de Dansk Forening for Lystsejlads (Asociación Danesa de Navegación de Recreo). En 1891, el rey Christian IX aceptó el patronazgo de la entidad y el club adoptó el título de "Real". Hasta 1965 realizó las funciones de Federación Danesa de Vela.
En 1942 compró las instalaciones de Skovshoved y en 2000 absorbió al Rungsted Kyst Yacht Club, incorporando su sede de Rungsted. El 12 de junio de 2007, la reina Margarita II inauguró la nueva sede social del club en Hellerup, en lo que fue terreno de la cervecería Tuborg.